# Snowy Monaro Region
Koordinaten: 36° 25′ S, 148° 54′ O

Die Snowy Monaro Region ist ein lokales Verwaltungsgebiet (LGA) im australischen Bundesstaat New South Wales. Das Gebiet ist 15.165 km² groß und hat etwa 22.000 Einwohner.
Snowy Monaro liegt im Südosten des Staats etwa 380 km südlich von Sydney zwischen dem Australian Capital Territory (ACT) und der Grenze zum Bundesstaat Victoria. Das Gebiet umfasst 133 Ortsteile und Ortschaften: Adaminaby, Old Adaminaby, Ando, Anembo, The Angle, Anglers Reach, Arable, Avonside, Badja, Beloka, Berridale, Bibbenluke, Billilingra, Binjura, Blue Cow, Bobundara, Boco, Bolaro, Bombala, Bondi Forest, Braemar Bay, Bredbo, Broken Dam, The Brothers, Buckenderra, Bukalong, Bullocks Flat, Bumbalong, Bungarby, Bunyan, Burrungubugge, Byadbo Wilderness, Cambalong, Carlaminda, Chakola, Charlotte Pass, Clear Range, Colinton, Coolringdon, Coolumbooka, Cooma, Cootralantra, Corrowong, Countegany, Crackenback, Craigie, Creel Bay, Creewah, Dairymans Plains, Dalgety, Dangelong, Delegate, Dry Plain, Eucumbene, Frying Pan, Glen Allen, Glen Fergus, Gooandra, Grosses Plain, Gunningrah, Guthega, Hill Top, Holts Flat, Ingebirah, Ingeegoodbee, Ironmungy, Jacobs River, Jerangle, Jimenbuen, Jincumbilly, Jindabyne, East Jindabyne, Jingera, Kalkite, Kybeyan, Lords Hill, Maffra, Merriangaah, Michelago, Middle Flat, Middlingbank, Mila, Moonbah, Mount Cooper, Munyang, Murrumbucca, Myalla, Ngarigo, Nimmitabel, Nimmo, Numbla Vale, Numeralla, Nungar, Paddys Flat, Palarang, Paupong, Peak View, Perisher Valley, Pine Valley, Polo Flat, Providence Portal, Quidong, Rhine Falls, Rock Flat, Rockton, Rocky Plain, Rose Valley, Rosemeath, Shannons Flat, Smiggin Holes, Snowy Plain, Springfield, Tantangara, Thredbo, Tolbar, Tombong, Tuross, Wambrook, Wilsons Valley, Winifred und Yaouk sowie Teile von Burra, Cabramurra, Cathcart, Greenlands, Kiandra, Kosciuszko, Long Plain, Nungatta, Steeple Flat, Tinderry, Wadbilliga und Williamsdale. Der Sitz des Regional Councils befindet sich in Cooma in der Nordhälfte der LGA, wo etwa 6.500 Einwohner leben.
Die Snowy Monaro Region entstand am 12. Mai 2016 durch den Zusammenschluss des Bombala Councils mit den Shires Cooma-Monaro und Snowy River.

## Verwaltung
Der Snowy Monaro Regional Council hat elf Mitglieder, die von allen Bewohnern der LGA gewählt werden. Snowy Monaro ist nicht in Bezirke untergliedert. Aus dem Kreis der Councillor rekrutiert sich der Mayor (Bürgermeister) des Councils.